# Pieve di San Lorenzo di Panico
La Pieve di San Lorenzo di Panico è una chiesa romanica che si trova nella frazione di Panico del comune di Marzabotto, nella Città metropolitana di Bologna. Documenti attestano l'esistenza della chiesa già nel 1030, anche se probabilmente la costruzione è stata terminata nel XII secolo.

## Descrizione

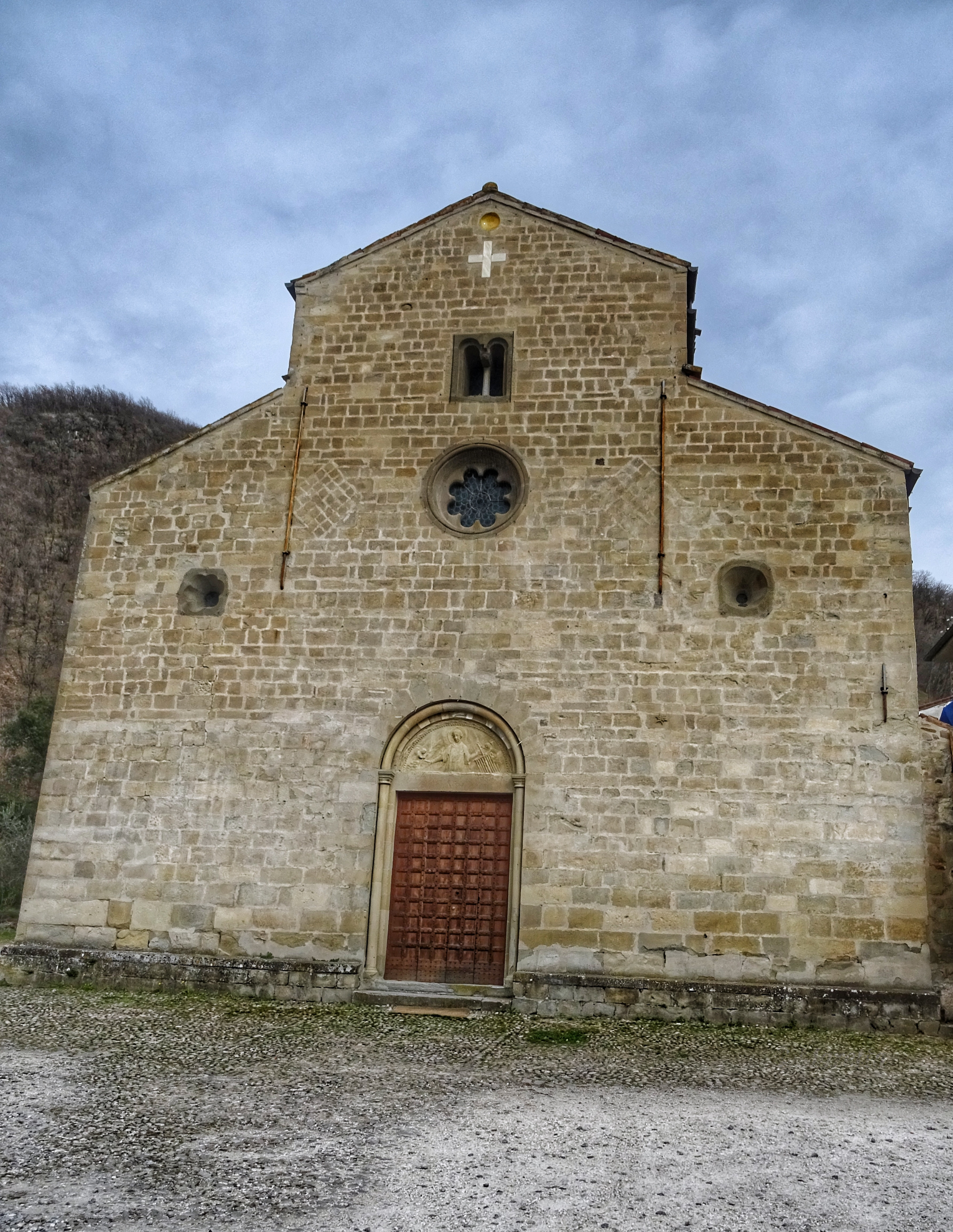
La facciata

Documenti risalenti all'anno 1030 testimoniano l'esistenza di una chiesa, probabilmente precedente a quella attuale. La costruzione visibile attualmente è stata terminata probabilmente nella prima metà del XII secolo, ad opera di un architetto sconosciuto. La facciata e la pianta presentano le caratteristiche della chiesa romanica. L'impianto della costruzione è imponente per trovarsi in un'area così lontana dalla città. La pianta presenta tre navate e la parte presbiteriale si trova in posizione leggermente rialzata rispetto all'area riservata ai fedeli.
Documenti del 1208 e 1258 testimoniano donazioni per la costruzione del chiostro, tuttora attiguo alla chiesa e di un grande dormitorio, probabilmente confluito nelle costruzioni che si trovano a destra della facciata, l'attuale canonica.
I fregi, oltre al gusto romanico, richiamano lo stile dei maestri comacini.
Negli anni la chiesa ha subito diverse modifiche, anche se la pianta rimane quella originaria del XII secolo. In particolare paragonando la forma attuale ad alcuni acquerelli del 1500 che si trovano nella zona è possibile vedere che originariamente la facciata era coperta da calce, mentre ora le pietre che la costituiscono sono scoperte. Inoltre pare che al posto del campanile attuale fossero presenti ben due torri, di dimensioni minori. Internamente il tetto, ora visibile, era nascosto da una costruzione lignea, mentre le navate laterali, adibite a cappelle provviste di paliotti in scagliola, non più esistenti.
Le colonne di stile corinzio sono decorate con festoni che riportano motivi astratti e zoomorfici. Notevole, nell'abside, sono le decorazioni geometriche e vegetali delle monofore.